# زنبق أرقط
الزنبق الأرقط نوع نباتي ينتمي إلى جنس الزنبق من الفصيلة الزنبقية.

## البيئة والانتشار
موطنه اليابان.